# Мозамбіцька федерація футболу
Мозамбі́цька федера́ція футбо́лу (порт. Federação Moçambicana de Futebol) — організація, що здійснює контроль і управління футболом у Мозамбіку. Розташовується в столиці держави — Мапуту. МФФ заснована в 1976 році, вступила в ФІФА та в КАФ у 1980 році. У 1997 році стала членом — засновником СКОСАФА. Федерація організовує діяльність і управляє національними збірними з футболу (чоловічою, жіночою, молодіжною). Під егідою федерації проводиться чемпіонат країни і багато інших змагань.